# Kalmar försvarsområde
Kalmar försvarsområde (Fo 18) var ett svenskt försvarsområde inom svenska armén som verkade i olika former åren 1942–1974 och åren 1990–1997. Försvarsområdesstaben var förlagd i Kalmar garnison i Kalmar.

## Historia
Kalmar försvarsområde bildades den 1 oktober 1942 och var direkt underställd militärbefälhavaren för I. militärområdet. Från den 1 januari 1947 Växjö försvarsområde gemensam stab och försvarsområdesbefälhavare med Kalmar försvarsområde (Fo 18), vilket i praktiken innebar en försvarsområdesbefälhavare för de tre länen i Småland, då Jönköpings försvarsområde integrerades i Växjö försvarsområde.
I samband med OLLI-reformen, vilken genomfördes inom försvaret åren 1973–1975, föreslogs att Kalmar/Växjö försvarsområde (Fo 18/16) med stab i Kalmar skulle delas i tre självständiga försvarsområden, Kronobergs försvarsområde (Fo 16), Jönköpings försvarsområde (Fo 17) och Kalmar försvarsområde (Fo 18). Dock så kom de två försvarsområdesstaber i Växjö och Kalmar sammanslås med regementsstaben för Kronobergs regemente i Växjö, vilket från den 1 juli 1974 bildade försvarsområdesregementet Kronobergs regemente och försvarsområde samt Kalmar försvarsområde (I 11/Fo 16/18). Detta medförde att Kronobergs regemente blev ett A-förband (försvarsområdesregemente). Inom Växjö försvarsområde, som antog namnet Kronobergs försvarsområde, samt Kalmar försvarsområde var Kronobergs regemente ensamt förband. Inom ett försvarsområde tillfördes A-förbanden det samlade mobiliserings- och materialansvaret och B-förband svarade endast som ett utbildningsförband. Den 1 juli 1990 avskiljdes försvarsområdesstaben för Kalmar försvarsområde för att underställas chefen för det nybildade Kalmar regemente.
Inför försvarsbeslutet 1996 föreslogs en ny försvarsområdesindelning vilket innebar att tre försvarsområdesstaber inom Södra militärområdet (Milo S) skulle avvecklas senast den 31 december 1997. De tre staber som föreslogs för avveckling återfanns i Kalmar, Växjö och Ystad. Gällande staberna i Växjö och Kalmar föreslogs de tillsammans med staben i Eksjö att bilda ett gemensamt försvarsområde.
Kalmar regemente höll sin avvecklingsceremoni den 15 december 1997, och avvecklades officiellt den 31 december 1997. Från den 1 januari 1998 kom Kalmar försvarsområde (Fo 18) att integreras i Jönköpings försvarsområde (Fo 17), som antog namnet Smålands försvarsområde (Fo 17). Som stöd till hemvärn och frivilligverksamheten inom före detta Kalmar försvarsområde bildades försvarsområdesgruppen Kalmargruppen.

## Förläggningar och övningsplatser
När försvarsområdet bildades förlades staben till Norrgård Norra vägen 49 i Kalmar. När staben blev en del av Kronobergs regemente kom den att omlokaliseras till Växjö den 1 juli 1974.

## Förbandschefer
- 1941–1942: Överste Erik Grafström
- 1942–1944: Överste Rolf Breithaupt-Meyer
- 1944–1953: Överste Carl Björkman
- 1953–1960: Överste Åke Grahnberg
- 1960–1961: Överste Nils-Ivar Carlborg
- 1961–1966: Överste Fred Ljunggren
- 1966–1967: Överste Valter Thomé
- 1967–1973: Överste Bo Lüning
- 1973–1974: Överste Bertil Malgerud
- 1990–1995: Överste Birger Jägtoft
- 1995–1997: Överste av 1:a graden Dan Snell

## Namn, beteckning och förläggningsort
| Kalmar försvarsområde | 1942-10-01 | – | 1974-06-30 |
| Kalmar försvarsområde | 1990-07-01 | – | 1997-12-31 |

| Fo 18 | 1942-10-01 | – | 1974-06-30 |
| Fo 18 | 1990-07-01 | – | 1997-12-31 |

| Kalmar garnison (F) | 1942-10-01 | – | 1974-06-30 |
| Kalmar garnison (F) | 1990-07-01 | – | 1997-12-31 |